# پای‌کلان
پای‌کلان یا پُی‌کَلُن (ازبکی: Poi Kalon، به معنی پای بزرگ) یک مجموعه مذهبی اسلامی است که در اطراف مناره کلان در شهر بخارا و کشور ازبکستان واقع شده است.

## تاریخ
این مجموعه در قسمت تاریخی شهر واقع شده است. از سال ۷۱۳ میلادی، چندین گروه از مساجد اصلی در این منطقه، در جنوب قلعه ارگ ساخته شده است. یکی از این مجموعه‌ها که در هنگام محاصره بخارا توسط چنگیز خان به آتش کشیده شد، در سال ۱۱۲۱ میلادی توسط حاکم قره‌خانی ارسلان‌خان ساخته شد. مناره کلان تنها سازه مجموعه ارسلان‌خان است که در آن محاصره ایمن مانده است.

## نگارخانه

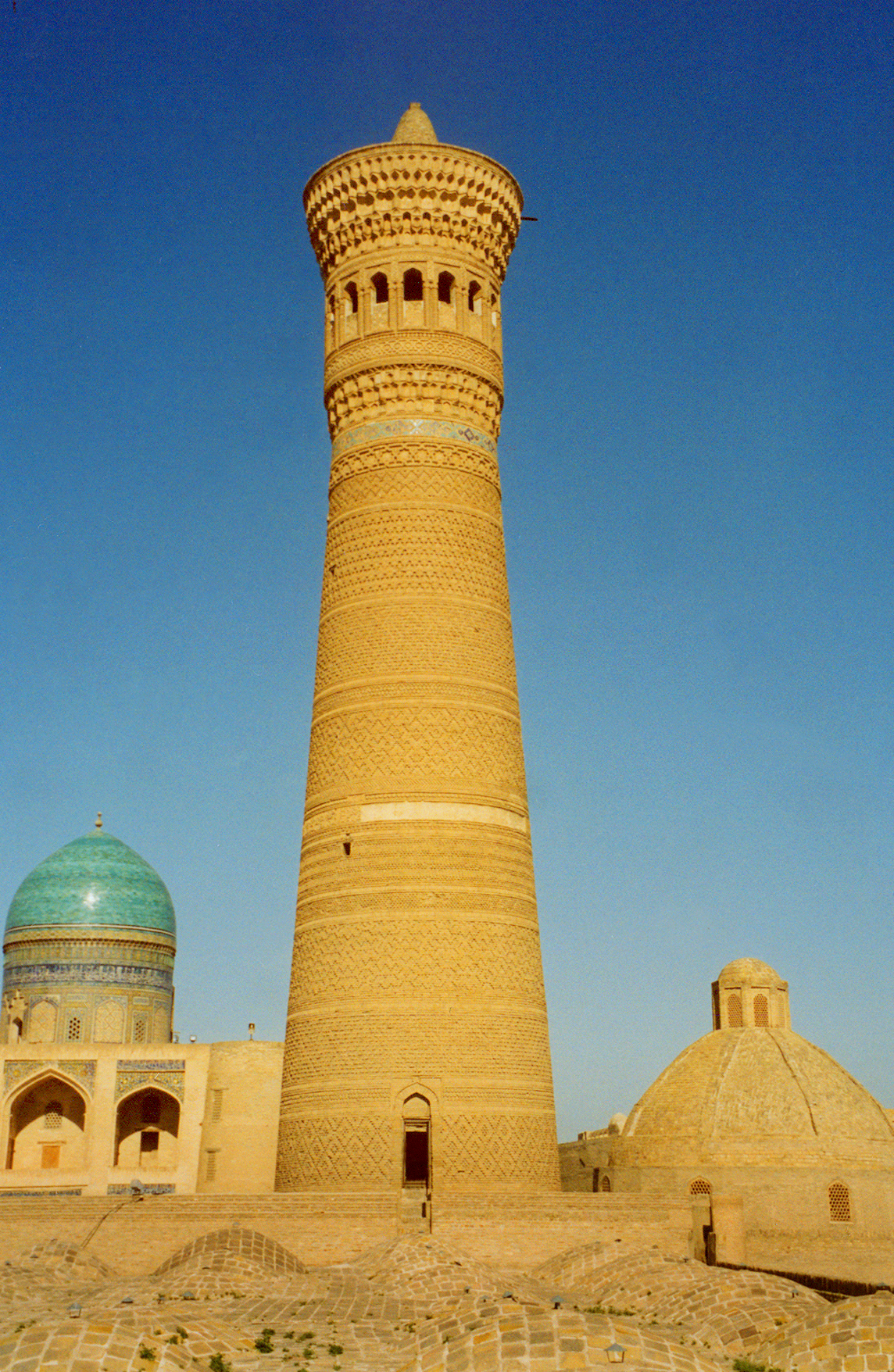
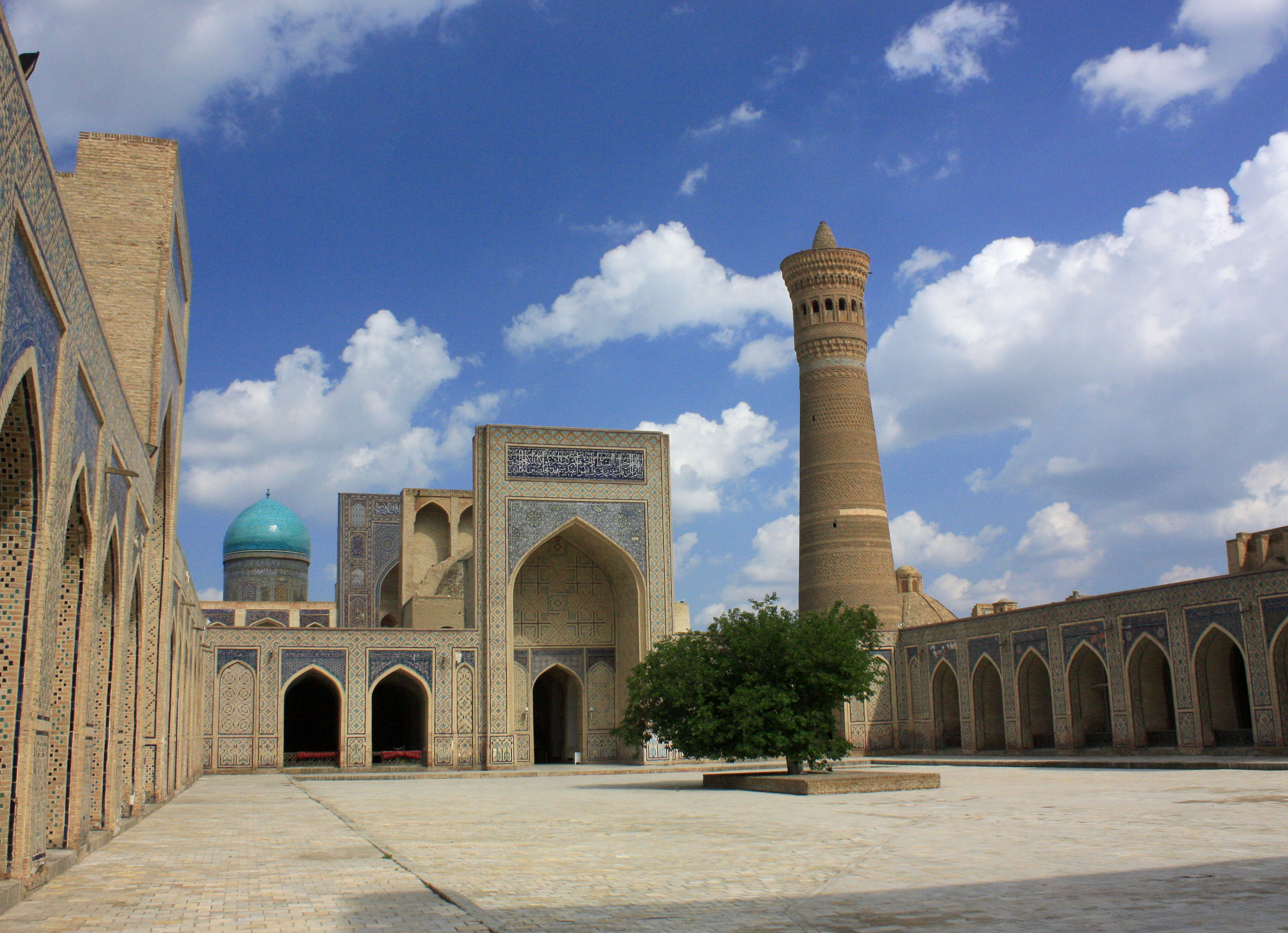
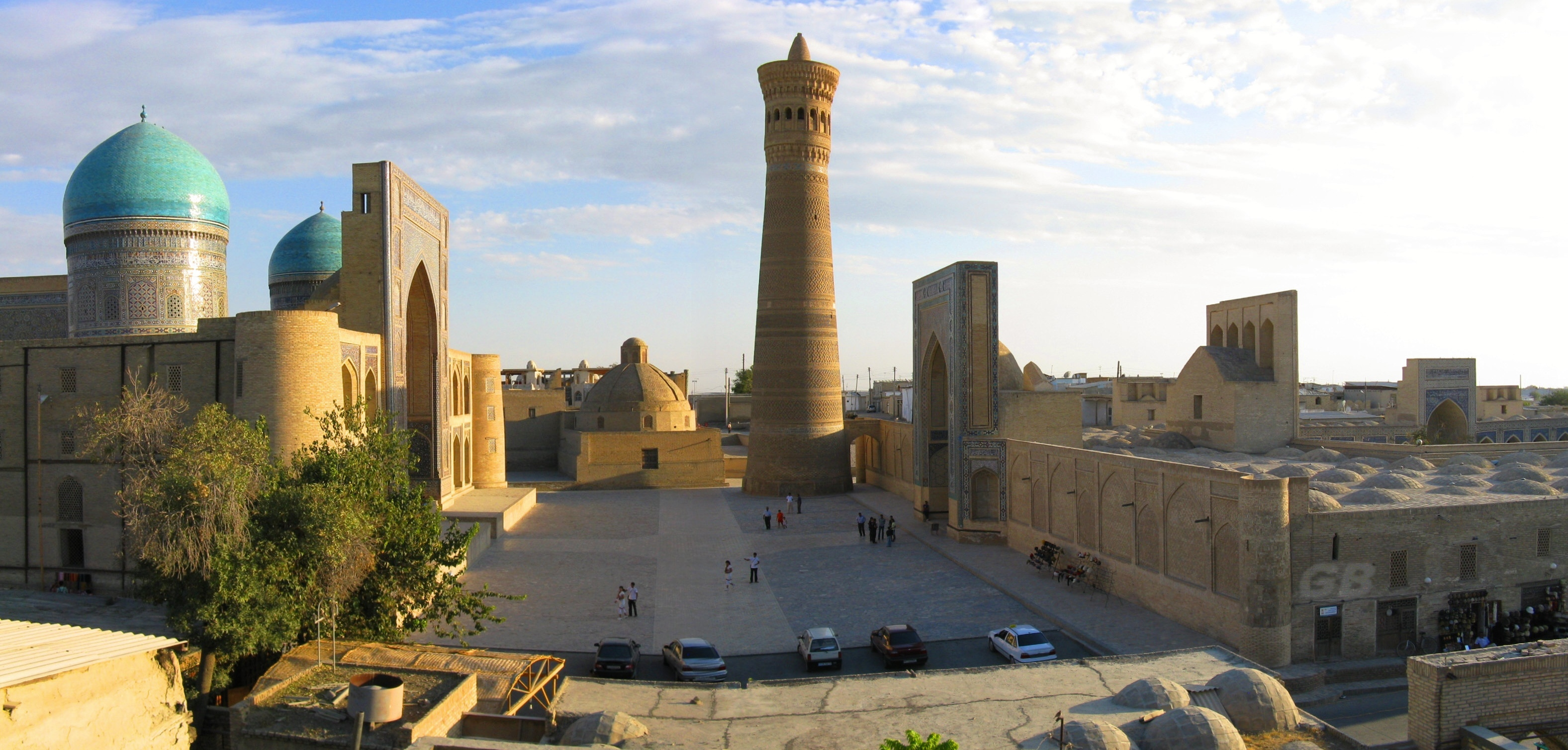
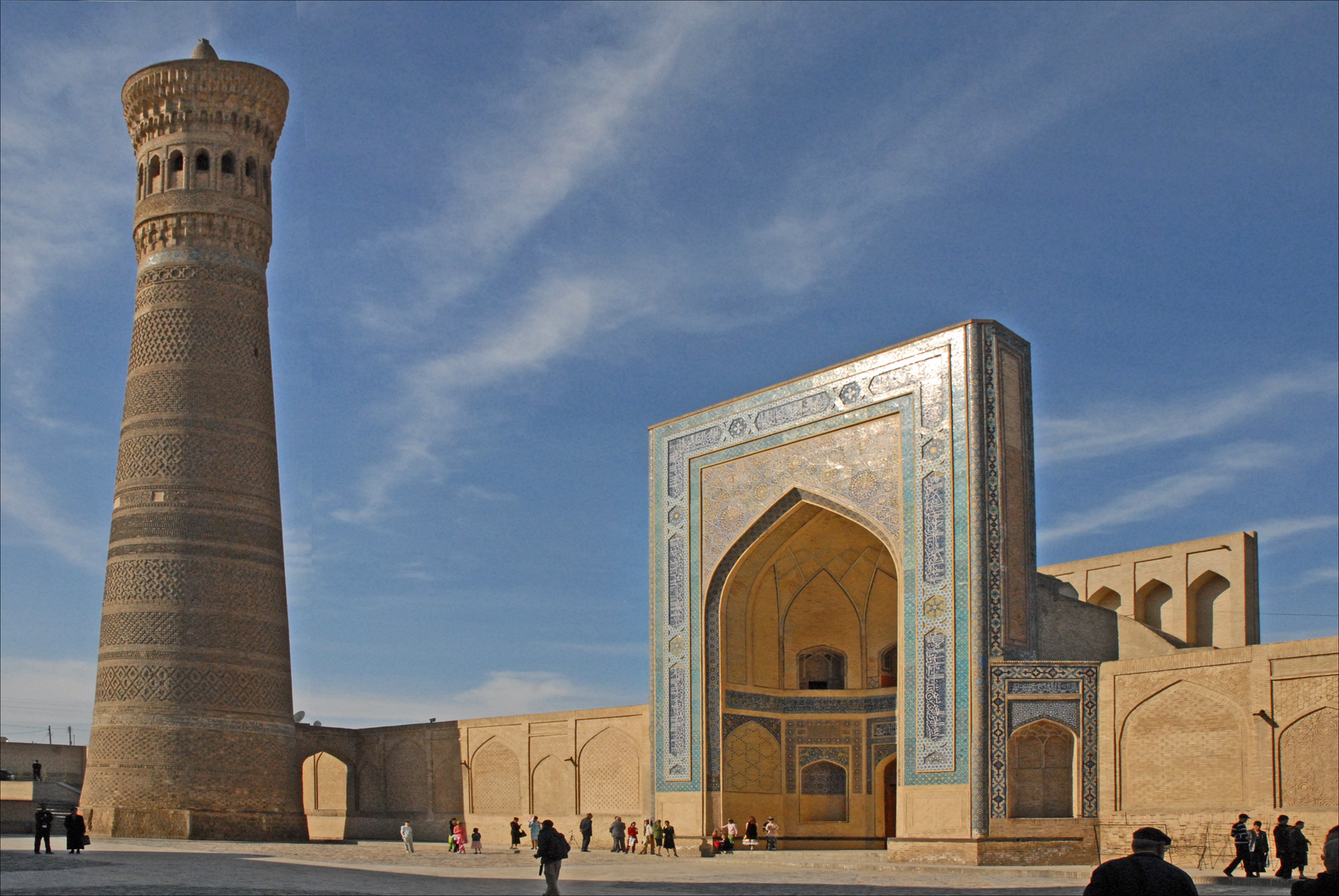
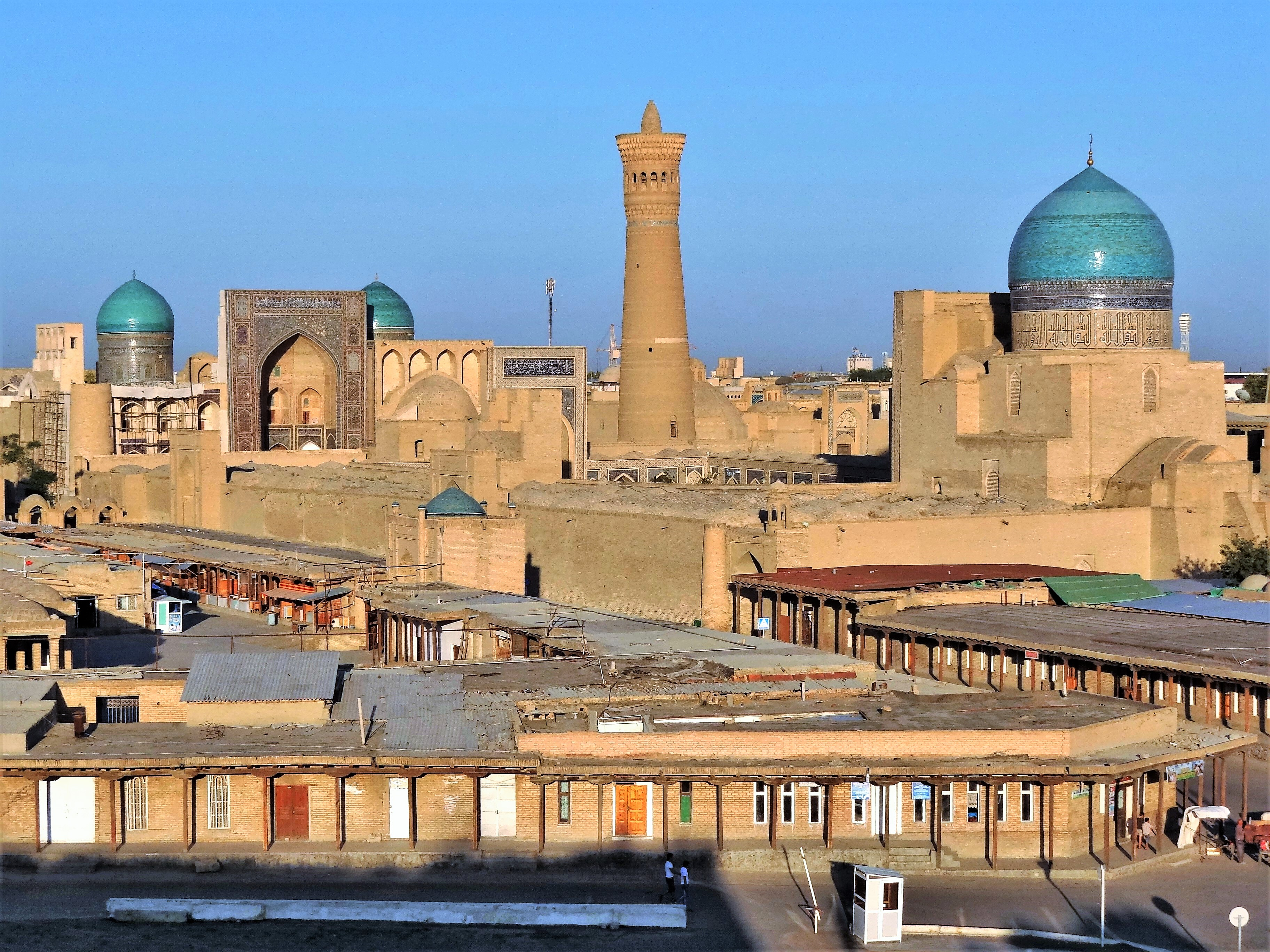